# Aeschynomene brasiliana
Aeschynomene brasiliana es una especie de planta fanerógama perteneciente a la familia de las fabáceas. 

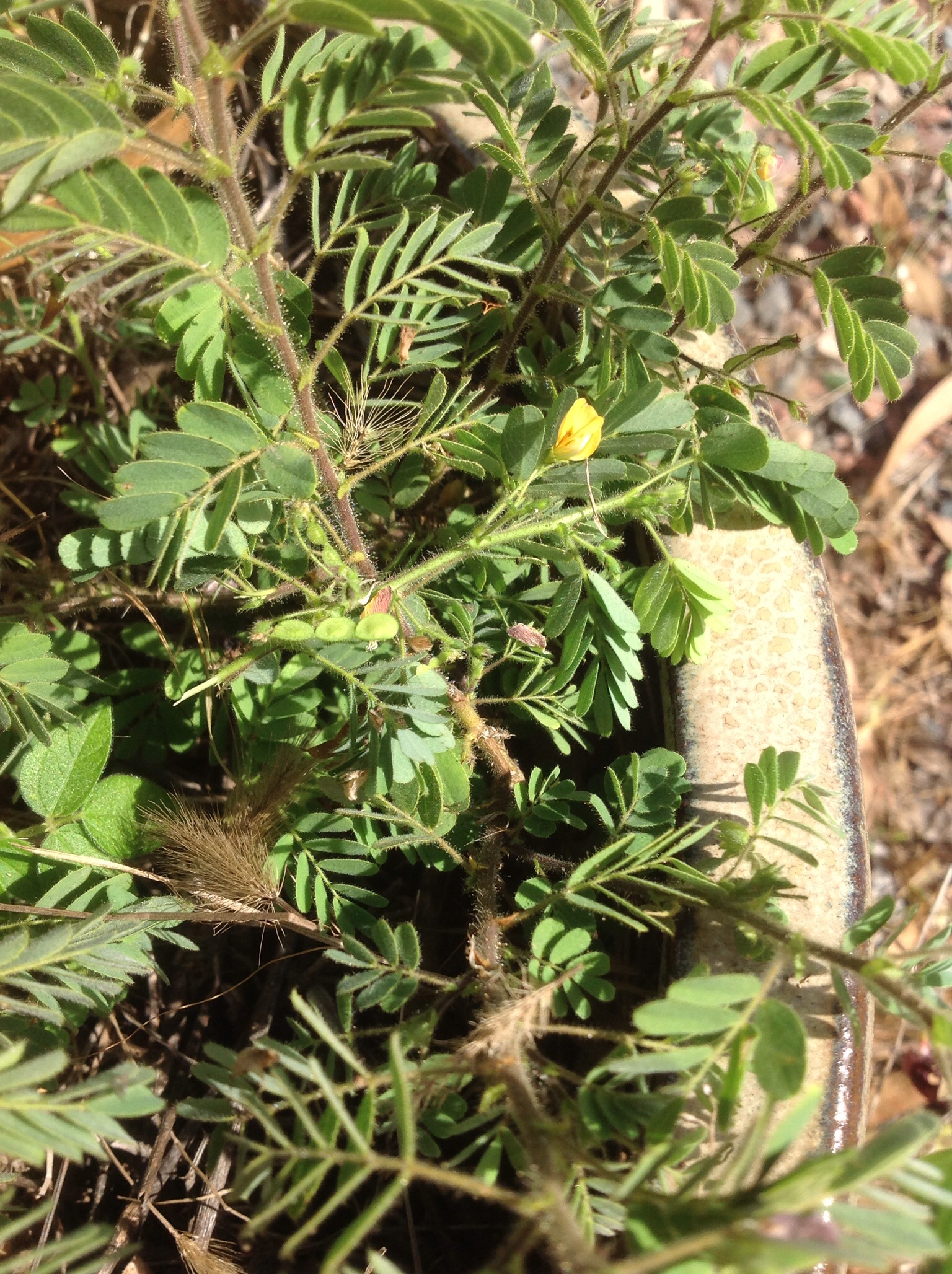
Vista de la planta

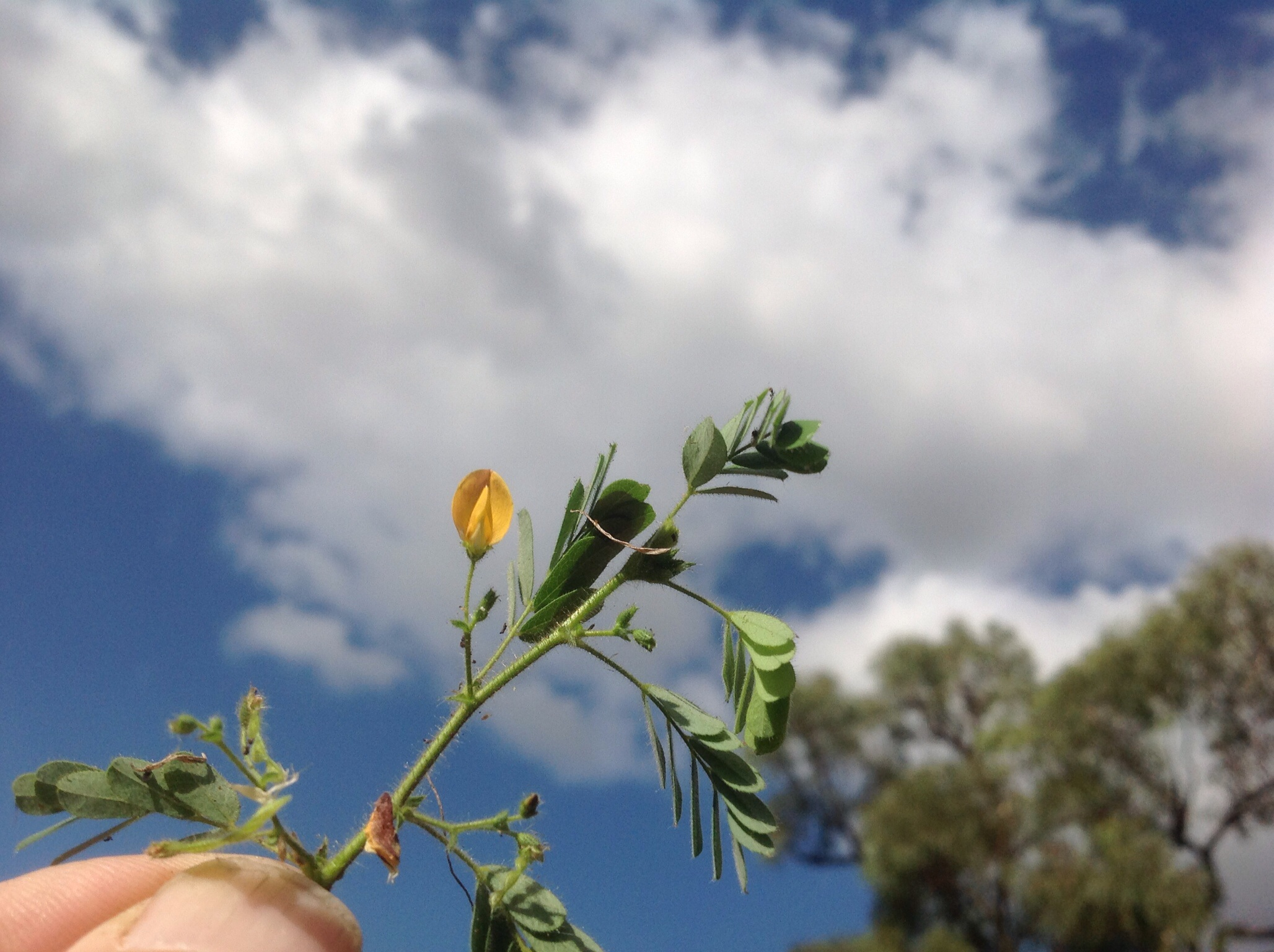
Detalle

## Descripción
Son hierbas postradas o decumbentes; con tallos que alcanzan un tamaño de 1 (–3) m de largo, crespo-pubescentes y glanduloso-hispídulos. Folíolos 7–15, obovados a obovado-oblongos, de 5–15 mm de largo y 3–8 mm de ancho, ápice obtuso, haz escasamente pubescente a glabra, envés escasa a moderadamente subadpreso-pubescente; estípulas ovado-acuminadas, unidas en la base. Flores 5–8 mm de largo; cáliz campanulado, 1.5–3 mm de largo, hispídulo, ciliolado; pétalos amarillos, frecuentemente con nervios rojos, estandarte puberulento. Frutos 2, 3 (4)-articulados, el margen superior recto, el inferior crenado; semillas de 2 mm de largo y 1–1.5 mm de ancho, café obscuras.

## Distribución y hábitat
Es una especie localmente común que se encuentra en arbustales, sabanas y bosques de pino-encinos, en las zonas pacífica y norcentral; a una altitud de 120–800 metros; fl sep, fr oct–mar; desde México a Brasil y en las Antillas.

## Taxonomía
Aeschynomene brasiliana fue descrita por (Poir.) DC. y publicado en Prodromus Systematis Naturalis Regni Vegetabilis 2: 322. 1825.
Etimología
Aeschynomene: nombre genérico que deriva de las palabras griegas para una planta sensible utilizado por Plinio el Viejo, aischynomene, deriva de aischyno =  "vergüenza", y del latín Aeschynomene para una planta que se encoge cuando se toca, una planta sensible.
brasiliana: epíteto geográfico que alude a su localización en Brasil. 
Sinonimia
- Aeschynomene biflora (Mill.) Fawc. & Rendle
- Aeschynomene brasiliana var. brasiliana
- Aeschynomene guaricana Pittier
- Aeschynomene paucijuga DC.
- Aeschynomene paucijuga var. subscabra DC.
- Cassia biflora Mill.
- Cassia houstoniana Collad.
- Hedysarum brasilianum Poir.
- Hedysarum hirtum Vell.[5][6]